# Ficoeritrina
La ficoeritrina, en anglès:Phycoerythrin (PE), és un complex pigment-proteïna roig dels captadors de la llum de la família ficobiliproteïna que es troba en les algues roges i cryptomonada,. És un pigment auxiliar dels pigments principals clorofil·lics responsables de la fotosíntesi.
Com en totes les ficobiliproteïnes, està compost d'una part proteica que enllaça per enllaç covalent amb els cromòfors anomenades ficobilines.
L'energia lluminosa és captada per la ficoeritrina i després passa al centre de reacció del parell de clorofil·les, la major part del temps ho fa via les ficobiliproteïnes ficocianina i al·loficocianina.

## Estructura
Les ficoeritrines, excepte la ficoeritrina 545 (PE545), estan compostes de monòmers (αβ) ensamblats en hexàmers amb forma de disc (αβ)₆ o trímers (αβ)₃

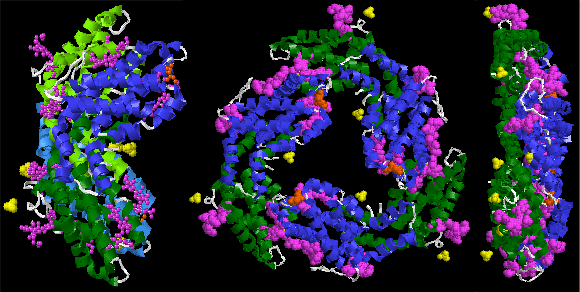
Estructura de la B-ficoeritrina de les algues roges Porphyridium cruentum.

## Usos
R-ficoeritrina i B-ficoeritrina es troben entre els tints amb una fluorescència més brillant. Es fan servir en tècniques de laboratori com la immunofluorescència.